# Lemon (песня)
«Lemon» — песня ирландской рок-группы U2. Это четвёртый трек и второй сингл из альбома Zooropa. Вдохновением для песни послужила старая видеозапись покойной матери Боно. Лирика описывает попытку сохранить память о человеке при помощи киносъёмки. Записывая вокал для этой песни, Боно спел бо́льшую её часть фальцетом, что было нехарактерно для творчества U2; на бэк-вокале ему подпевали Эдж и Брайан Ино. Песня была описана эпитетом «футуристическое немецкое диско». По своей продолжительности альбомная версия песни является одной из самых длинных композиций U2.

## Предпосылки
Песня была написана в конце студийных сессий альбома Zooropa, в период между мартом и маем 1993 года, когда у группы появился перерыв в турне Zoo TV Tour. Эдж заявил, что мелодия песни была придумана в момент, когда он экспериментировал с быстрым ритмом «драм-машины и баса». По словам гитариста, ему было трудно подобрать гитарную партию для этой песни, пока он не подобрал подходящий гитарный эффект — «я добавил необычный гитарный эффект, который отлично сочетался с ритмом».
Боно писал текст, думая о своей покойной матери. Вокалист пояснил: «Это был довольно странный опыт… я получил по почте видеокассету от моего дальнего родственника. На ней были кадры, снятые на камеру „Супер 8“ — моя мать играла в лапту, всё было снято в замедленном темпе. На тот момент ей было 24 года — моложе меня». Также на этой кассете была запись, где мать Боно присутствовала на свадьбе в качестве фрейлины, на ней было надето красивое платье лимонного цвета. Эта кассета послужила вдохновением для лирического содержания песни — Боно написал текст об использовании видео для воссоздания и сохранения памяти о человеке.

## Ремиксы
Сингл и проморелиз песни содержали множество танцевальных ремиксов песни, а также отредактированную версию трека (альбомный вариант длится почти 7 минут). Ремикс Пола Окенфолда «Perfecto Mix» был использован во время турне PopMart Tour — он звучал, когда музыканты выходили на сцену в духе пародийной рок-группы Spinal Tap из 40-футового диско-шара в форме лимона.
Впоследствии Окенфолд переделал «The Perfecto Mix» в композицию «Skin on Skin» для своей группы Grace.

## Концертные исполнения
Песня была исполнена на 10 концертах турне Zoo TV Tour — группа отыграла её в Австралии, Новой Зеландии и Японии, во время вызовов «на бис». Во время исполнения этой песни Боно появлялся в образе одного из своих альтер эго — «MacPhisto». В сет-листе концертов эта песня шла перед композицией «With or Without You». Как и бо́льшая часть материала из альбома Zooropa, «Lemon» никогда не исполнялась U2 после окончания гастролей Zoo TV Tour.

## Музыкальное видео

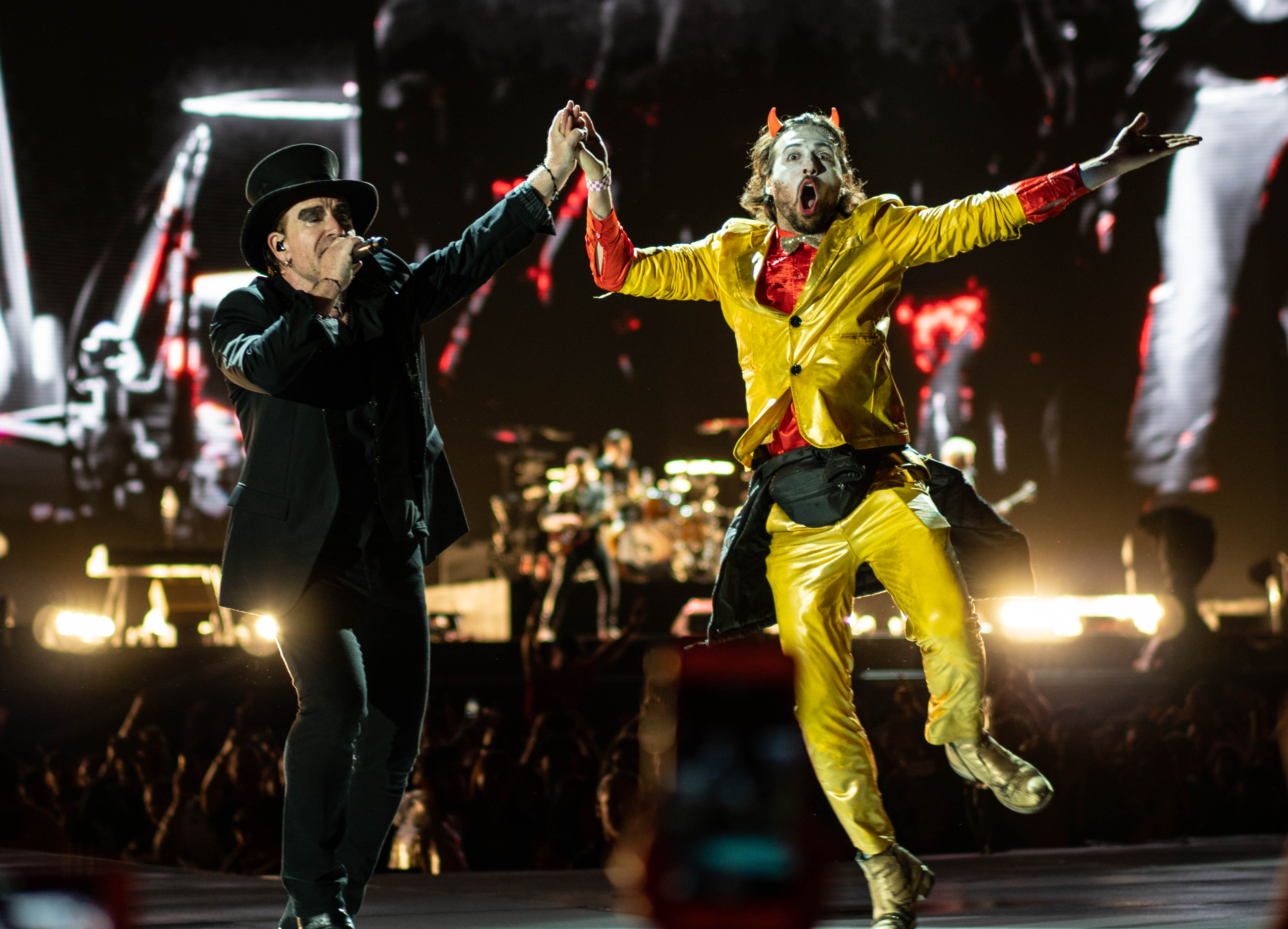
Боно (слева) и фанат в образе МакФисто на выступлении U2 в Сиднее, 2019 год.

Клип для песни «Lemon» был снят британским режиссёром Марком Нилом. Он представляет собой монохромное видео с несколькими изображениями в кадре (экран разделён на несколько частей), этот приём являлся данью уважения одному из пионеров кинематографа — Эдварду Мейбриджу. Мейбридж был первым человеком, которому удалось зафиксировать изображения быстрого движения с помощью хронофотографии, а затем воспроизвести запись сконструированным им зупраксископом. Это отражено в лирике — «человек делает картинку — движущуюся картинку / Через проецирующийся свет он может увидеть себя совсем близко».
Концепция видео построена вокруг музыкантов U2 — они играют на своих инструментах и выполняют ряд различных действий, пояснения к которым появляются снизу (например: «человек идёт по наклонной поверхности», «человек бежит», «человек играет в бассейне»). На заднем плане можно увидеть следующие объекты: качающийся маятник, тикающие часы, падающие доллары, различные научные голограммы (ДНК, спутниковые каналы и т. д.) и крест.
Все эти символы являются метафорами попытки человека сохранить время — с помощью денег (строчка: «Он превращает свои деньги в свет, чтобы искать её»), религии или технологий. Также в этом видео Боно появляется в костюмах персонажей, придуманных им для турне Zoo TV — «The Fly» и «MacPhisto».

## Список композиций

### Грампластинка 12'
| №  | Название                    | Длительность |
| -- | --------------------------- | ------------ |
| 1. | «Lemon» (Bad Yard club mix) | 10:13        |
| 2. | «Lemon» (Version dub)       | 6:35         |
| 3. | «Lemon» (Momo's reprise)    | 4:08         |

| №  | Название               | Длительность |
| -- | ---------------------- | ------------ |
| 1. | «Lemon» (Perfecto mix) | 8:56         |
| 2. | «Lemon» (Jeep mix)     | 5:30         |

### CD и компакт-кассета
| №  | Название                          | Длительность |
| -- | --------------------------------- | ------------ |
| 1. | «Lemon» (Edited version)          | 4:39         |
| 2. | «Lemon» (Oakenfold Jeep mix)      | 5:30         |
| 3. | «Lemon» (Album version)           | 6:56         |
| 4. | «Lemon» (Morales BYC version dub) | 6:35         |

## Участники записи
- Боно - вокал, автор
- Эдж - гитара, бэк-вокал, пианино, клавишные
- Адам Клейтон - бас-гитара
- Ларри Маллен-мл. - ударные, тамбурин
- Брайан Ино - дополнительный бэк-вокал

## Хит-парады
| Чарт (1993)                           | Высшая позиция |
| ------------------------------------- | -------------- |
| Australian ARIA Chart                 | 6              |
| Canada RPM Top 100                    | 20             |
| New Zealand Singles Chart             | 4              |
| US Hot Dance Music/Maxi-Singles Sales | 16             |
| Чарт (1994)                           | Высшая позиция |
| Canada RPM Dance Top 10               | 3              |